# Marco Adamczewski
Marco Adamczewski (* 29. April 1981 in Oldenburg) ist ein ehemaliger deutscher Basketballspieler.

## Laufbahn
Adamczewski (1,92 Meter), Aufbau- und Flügelspieler, spielte als Heranwachsender beim Bürgerfelder TB, dann in der Jugend des Oldenburger TB, für dessen Herrenmannschaft er auch spielte. Er stand zusätzlich im erweiterten Aufgebot des Bundesligisten EWE Baskets Oldenburg, in der Saison 2001/02 bestritt er seinen einzigen Einsatz in der höchsten deutschen Spielklasse, als er gegen Tübingen eine Minute lang auf dem Feld stand.
In der Saison 2003/04 war er in der Regionalliga mit 19 Punkten je Begegnung der beste Oldenburger Korbschütze. 2005 wechselte Adamczewski, zu dessen Stärken der Dreipunktewurf zählte, innerhalb der Regionalliga zur BG Magdeburg und kehrte vor der Saison 2006/07 zum OTB zurück. Sein letztes Regionalliga-Spieljahr mit der Oldenburger Mannschaft bestritt Adamczewski 2009/10.